# Ramscheid (Hellenthal)
Ramscheid ist ein Ortsteil der Gemeinde Hellenthal im Kreis Euskirchen, Nordrhein-Westfalen.

## Geografische Lage
Ramscheid liegt südlich direkt an Hollerath. Am westlichen Ortsrand verläuft die Bundesstraße 265, direkt dahinter die Staatsgrenze zu Belgien. Das Dorf befindet sich an der westlich des Ortskerns gelegenen Scheiterhöhe (628 m ü. NHN) mit dessen nordöstlichem Ausläufer Scheiterberg (604 m) im nördlichen Dorfteil; die höchste Stelle der Ortschaft liegt an der rund 1,7 km südwestlich gelegenen „Ramscheiderhöhe“: 648 m.
Ursprünglich bestand Ramscheid aus zwei Orten: Ramscheid und Scheitert. Zwischen Ramscheid und Giescheid und damit jenseits des östlich am Ort vorbeifließenden Prether Bachs erhebt sich der Burgkopf (578 m ü. NHN) mit den Resten einer mittelalterlichen Burg.

## Kapelle, Burg
Die im alten Ortskern von Ramscheid stehende Kapelle St. Gangolfus auf 600 m ü. NHN gehört zur Pfarre Hollerath. Der Westturm ist spätgotisch. In ihrem Turm hängt eine sehr alte, kleine Glocke mit der Inschrift: MARIA GRATIA PLENA DOMINUS TECUM ANNO DOMINI MCCCCXVIII (1418). Vom Glöcklein geht die Sage, dass es aus der Burg des Burgkopf stammt. Im 18. Jahrhundert wurde eine Saalkirche angebaut, 1837 wurde das Dach erhöht. Die kleine Sakristei hat ein schiefergedecktes Satteldach. In der Kapelle steht ein neugotischer Schnitzaltar, der von der Firma Heinen in Hellenthal gefertigt wurde.

Ramscheid
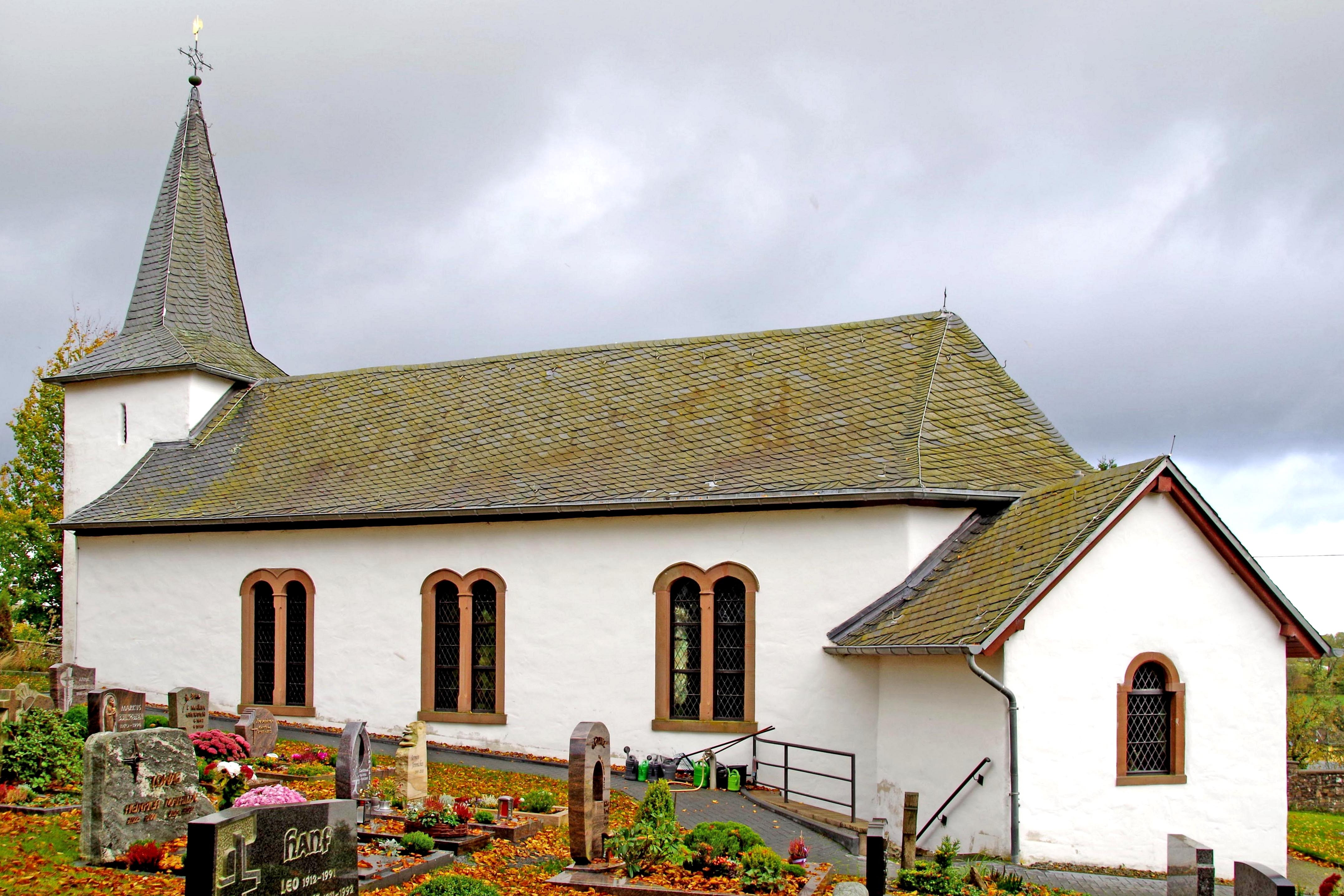
St. Gangolfus
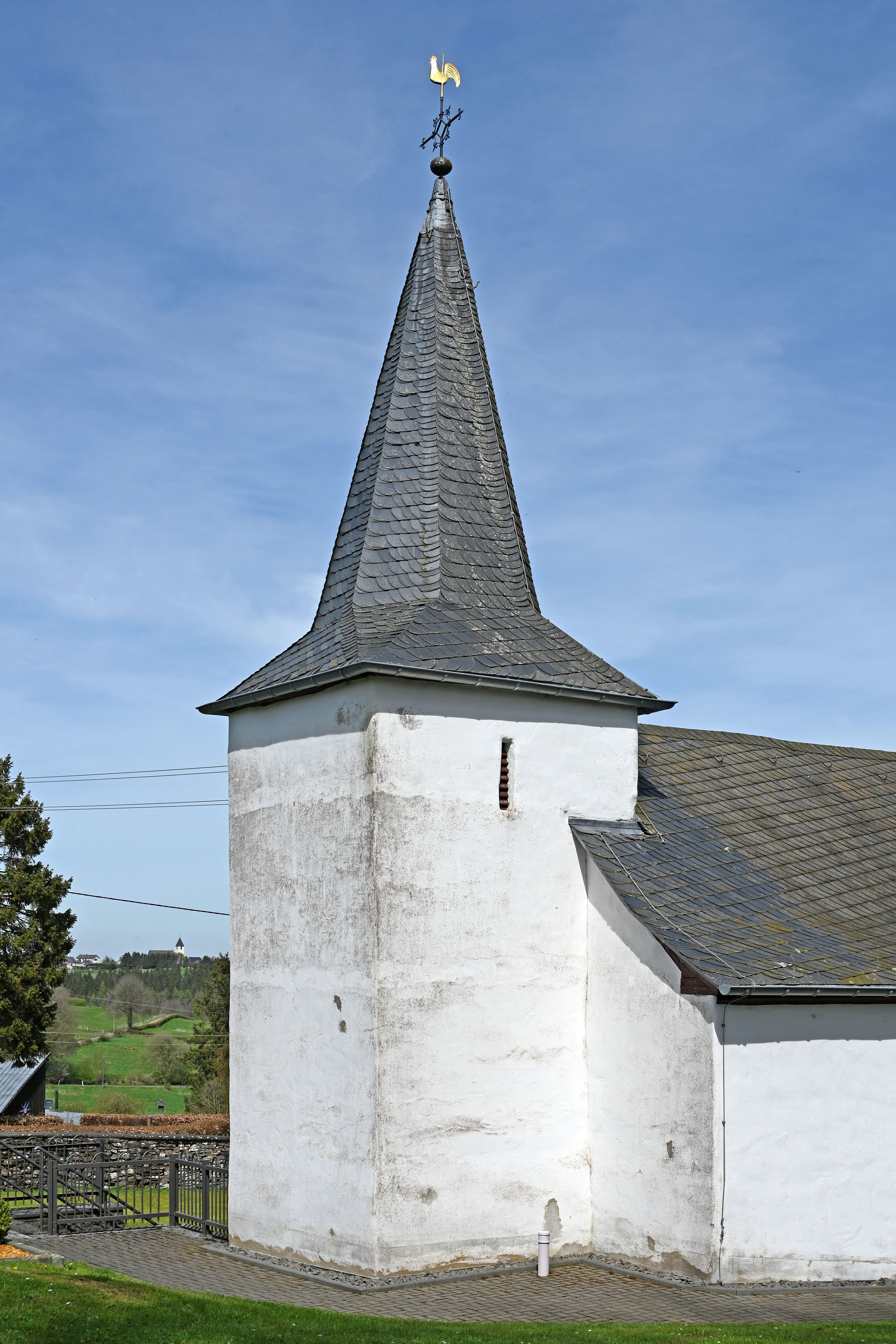
Spätgot. Turm
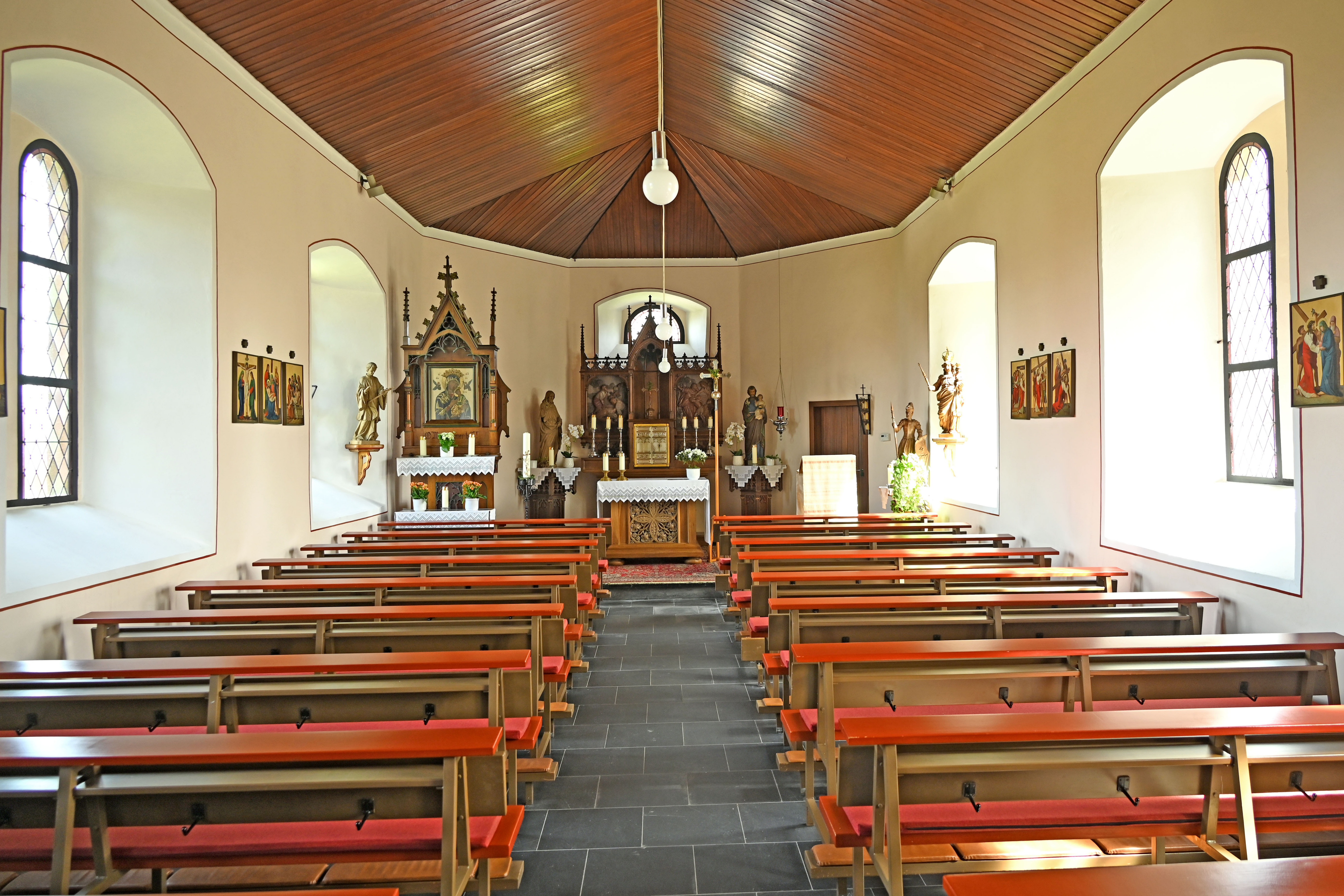
Innenraum
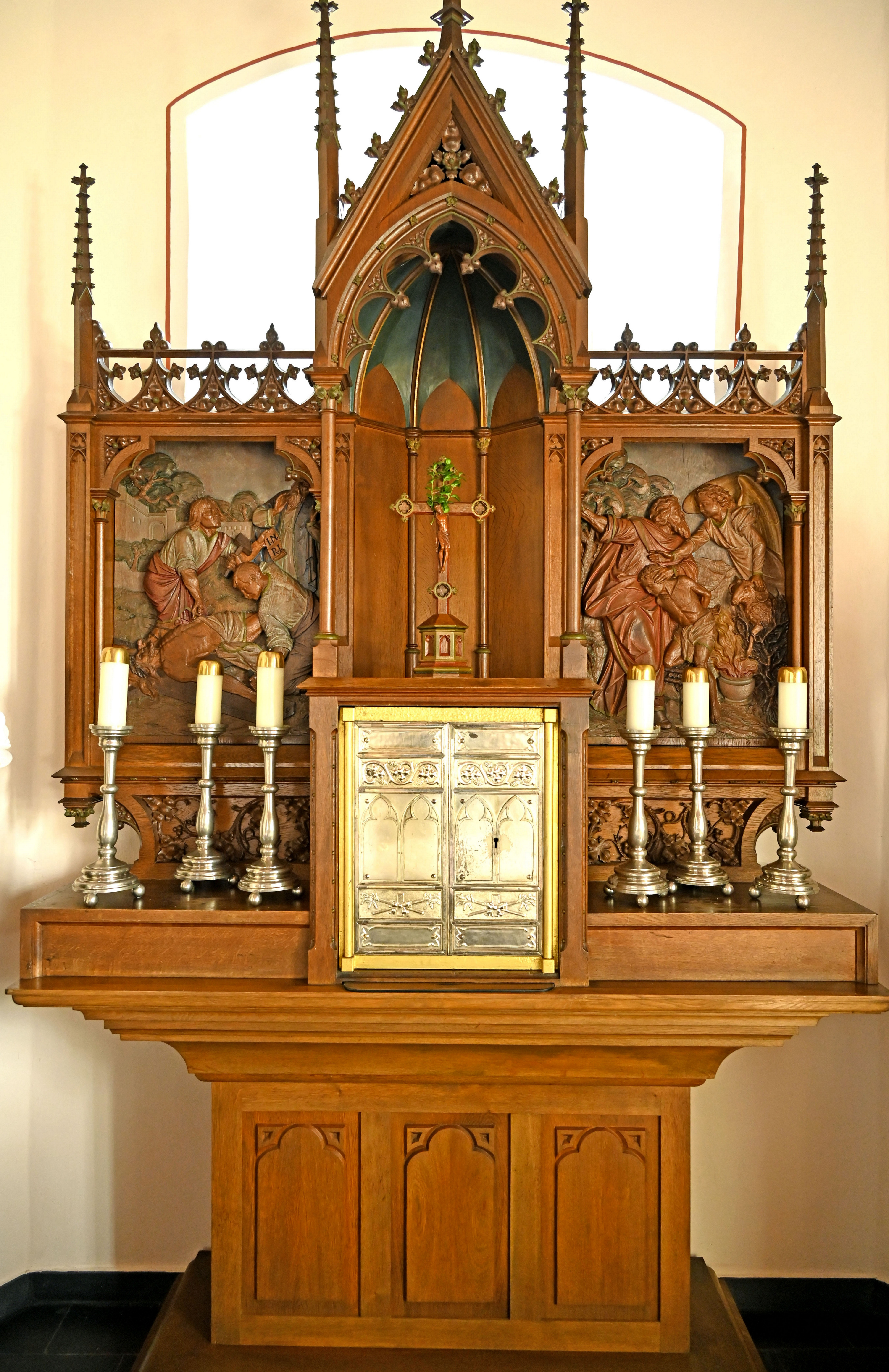
Hochaltar
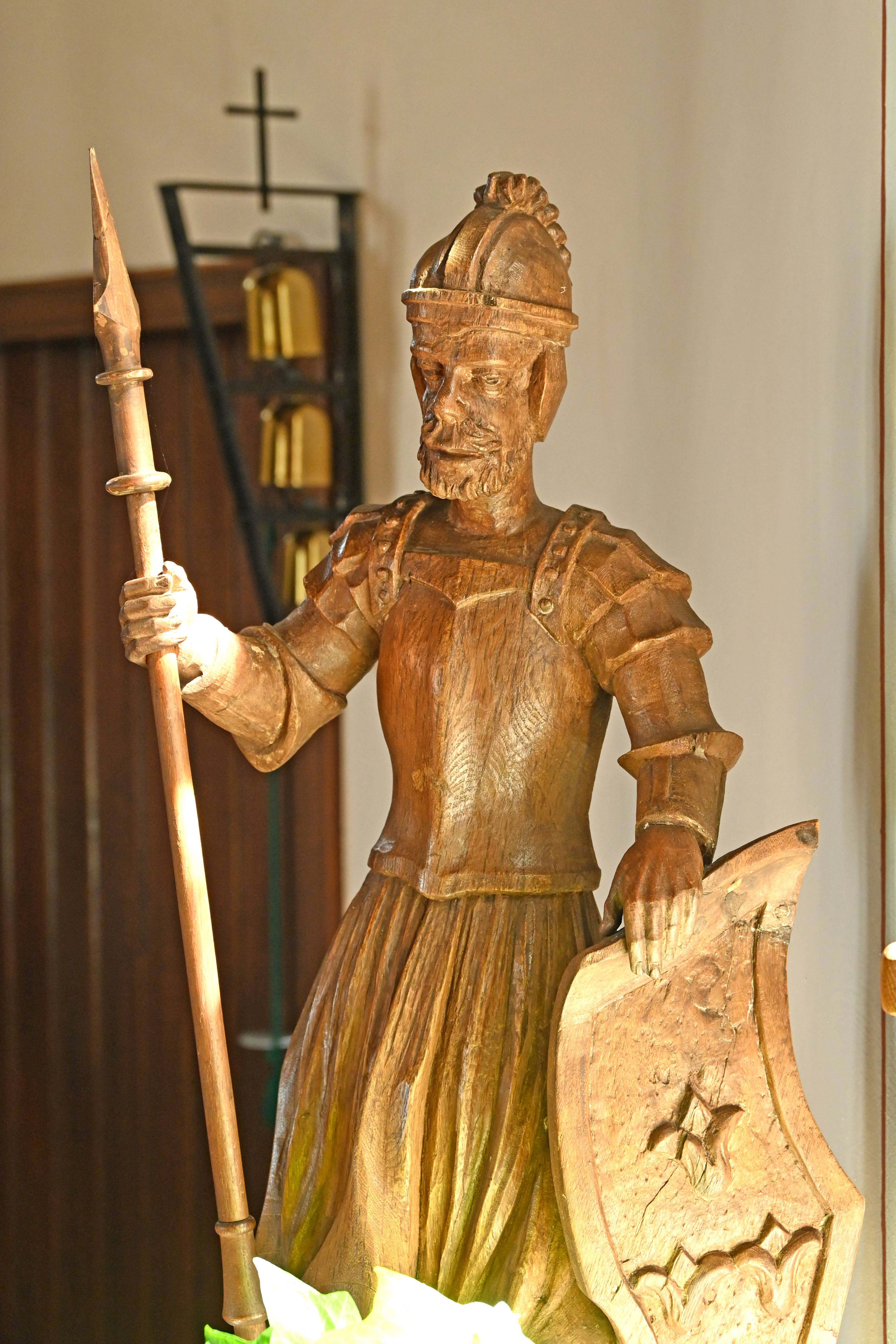
St. Gangolf
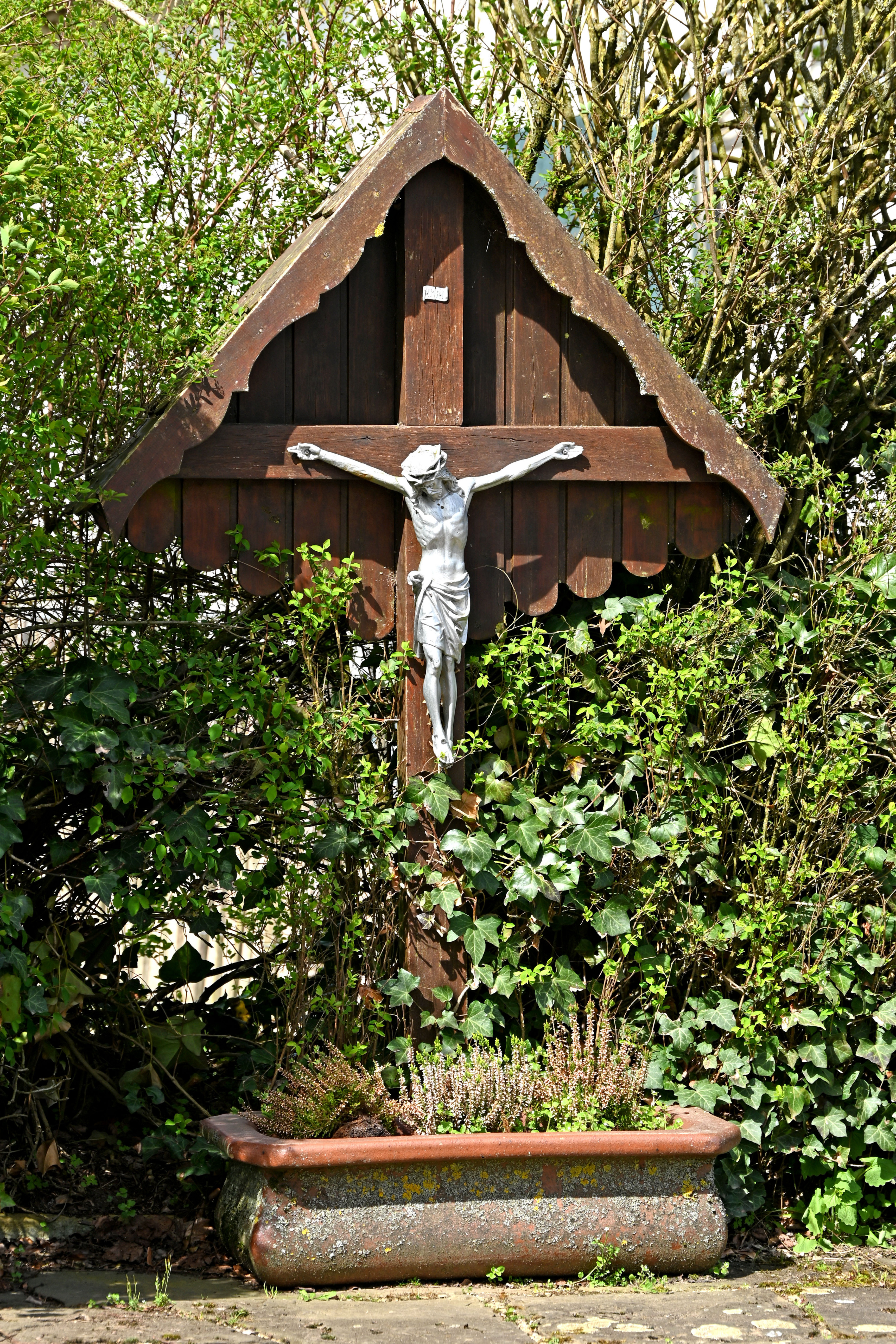
Wegekreuz
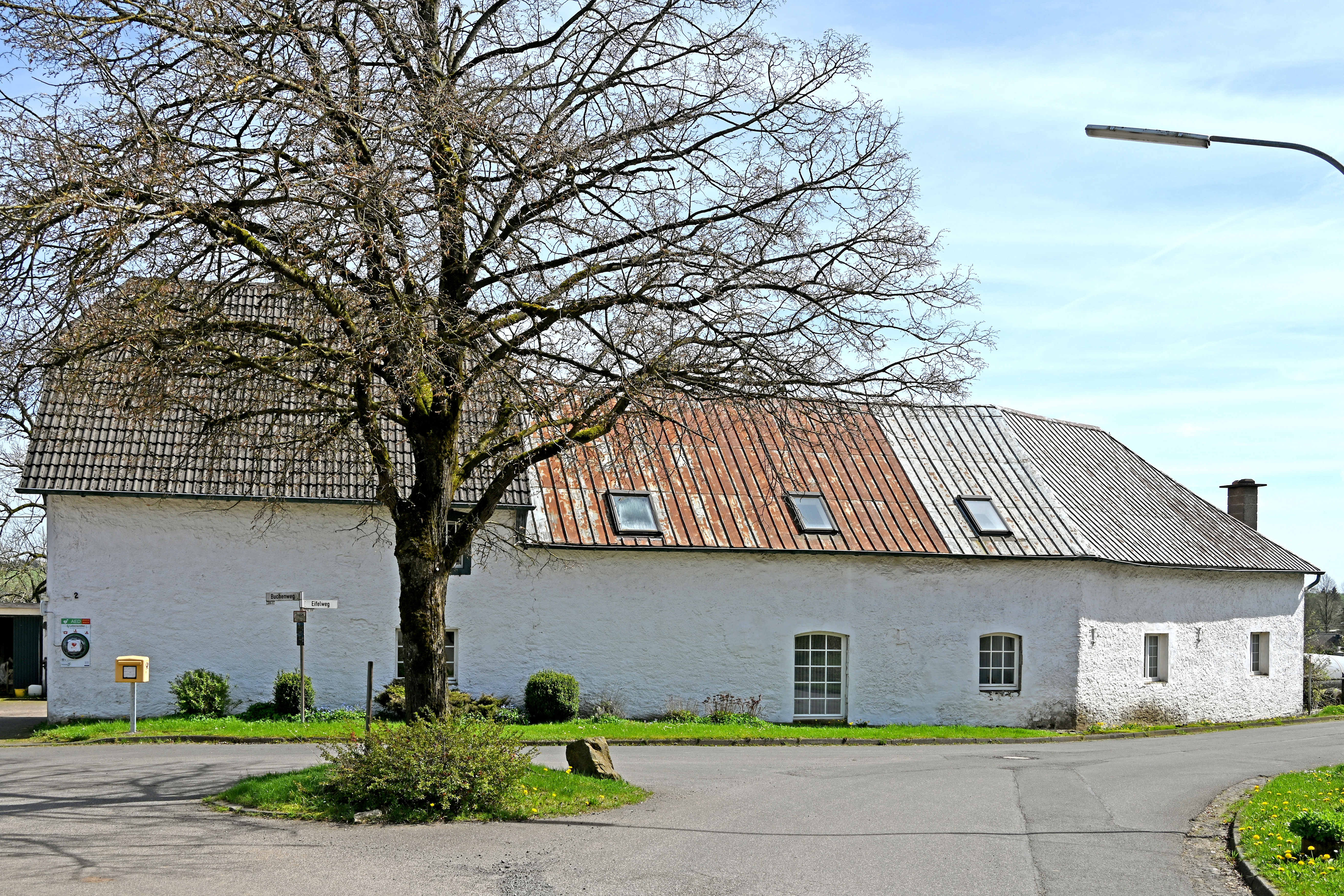
Hofanlage

## Verkehr
Die VRS-Buslinie 839 der RVK verbindet den Ort, überwiegend als TaxiBusPlus nach Bedarf, mit seinen Nachbarorten und mit Hellenthal.
| Linie | Verlauf |
| ----- | --- |
| 839   | MiKE (außer im Schülerverkehr): Hellenthal Busbf – Platiß – (Unterpreth –) Hollerath – Ramscheid – Ramscheiderhöhe – (Miescheid –) Udenbreth – Losheimergraben – Losheim – Kehr |